# Кандагар (фильм, 2010)
«Кандага́р» — российский кинофильм 2010 года режиссёра Андрея Кавуна. Историческая драма, основанная на реальных событиях. Премьера состоялась 4 февраля 2010 года. Слоган фильма: «Выжить, чтобы вернуться».
Прототипом персонажа, выступающего координатором и спонсором побега российских лётчиков, является Виктор Бут.
C бюджетом в 7 миллионов долларов фильм набрал больше 15 миллионов долларов.

## Сюжет
1995 год. Российский транспортный самолёт Ил-76, перевозящий груз патронов под видом гуманитарной помощи из Турции (Стамбул) в Афганистан (Баграм), принудительно посажен истребителем-перехватчиком на аэродром города Кандагар (Афганистан) для досмотра. В плену у талибов оказался российский экипаж: командир воздушного судна (КВС), второй пилот, штурман, бортинженер и бортрадист. Их, отказавшихся обучать исламистов пилотированию транспортного самолёта, разместили в полуразрушенном доме-тюрьме. Небольшой дворик с колодцем окружён высокими стенами с пулемётными гнёздами и вышками часовых.
Экипаж стойко переносит тяготы и лишения плена: все пятеро твёрдо убеждены: Россия, задействовав дипломатические каналы и своё влияние в мире, освободит своих граждан. Однако проходят месяцы, а кроме периодических посещений дипломатов и журналистов, никаких перемен не происходит. Тем не менее, исламисты разрешают регулярно проводить регламентные работы с арестованным самолётом. Пережив череду лишений и унижений, побывав на волосок от смерти, члены экипажа осознают, что единственный путь к спасению — побег.
Командир даёт согласие обучать боевиков Талибан лётному делу. Опытный военный, участник боевых действий в ДРА, тщательно изучает будни аэродрома: взлётно-посадочная полоса в хорошем состоянии, однако сразу за её торцом — минное поле. Охрана аэродрома: бутафорская зенитная батарея с манекенами стрелков и толпы исламистов, вооружённых стрелковым оружием, а рядом в ангарах — истребители. Однако это единственный шанс бежать.
Во время намаза самолёт, не вызвав подозрений у немногочисленной охраны, свободно осуществил руление и начал разбег по ВПП. Однако на борту не все пленники — в кабине нет второго пилота Серёги. КВС Карпатов прерывает взлёт, связывается с дежурным и вызывает тягач для буксировки. Ждать следующей попытки пришлось долго — исламисты под разными предлогами перестали допускать экипаж к обслуживанию самолёта. Тем не менее, удаётся убедить исламистов в необходимости ремонта повреждённого в процессе экстренного торможения шасси и проведения текущих профилактических работ с дорогостоящей техникой. Расчёт командира оказался точным — после замены шасси пришло время намаза — талибы дружно покинули аэродром, оставив нескольких караульных. Штурман, бортинженер и бортрадист, свободные от регламентных работ, затеяли с охраной игру на деньги, поставив на кон золотое кольцо. Тем временем, запустив и прогрев двигатели, самолёт начал движение в сторону ВПП. Караульные успешно нейтрализованы, однако исламисты успевают перекрыть взлётную полосу. КВС принимает решение взлетать с её части, рискуя выкатиться на минное поле. Применив на практике знания и опыт, полученные в боевых действиях, командир и второй пилот осуществляют взлёт и уводят самолёт в сторону Ирана на малой высоте. Плен продлился 378 дней…

## В ролях
- Александр Балуев — Владимир Иванович Карпатов, командир экипажа (прототип — Владимир Ильич Шарпатов)
- Владимир Машков — Серёга, второй пилот (прототип — Газинур Гарифзянович Хайруллин)
- Андрей Панин — Александр Готов, штурман (прототип — Александр Викторович Здор)
- Александр Голубев — Витёк, бортрадист (прототип — Юрий Николаевич Вшивцев)
- Богдан Бенюк — Роман Вакуленко, бортинженер (прототип — Асхат Минахметович Аббязов)
- Александр Робак — Марк
- Имомберды Мингбаев — Миша
- Рамиль Сабитов — Адель
- Самад Мансуров — Европеец
- Юрий Беляев — Соковатов
- Михаил Владимиров — турист
- Екатерина Хлыстова — Нинка

## Съёмки
Съёмки фильма проходили в России, Турции и Марокко.

## Рецензии
В рецензии на фильм, опубликованной на сайте Киноафиша-ру, фильм назван очередным (вслед за «1612» и «Тарасом Бульбой») «патриотическим опусом».
На этот вывод наводит сравнение сценария фильма и событий, которые легли в его основу. Весьма характерны эксперименты с составом экипажа Ил-76. Так, фамилия командира экипажа трансформировалась лишь на одну букву и Шарпатов превратился в Карпатова, но второй пилот из Газинура стал «Серегой». Впрочем, сценаристы «Кандагара» вычистили из сюжета имена и фамилии не только будущего гендиректора авиакомпании «Татарстан» Газинура Хайруллина, но и бортинженера Асхата Аббязова: «последний тоже не прошел этнический контроль».
Помимо прочего, с названными фильмами «Кандагар», по мнению рецензента, связывает претензия на восточно-славянское единство, поскольку по воле сценаристов в экипаж включен вымышленный персонаж Вакуленко, украинец, в условиях плена придерживающийся православия и общности украинцев и русских. Таким образом, героический экипаж предстает в фильме этнически гомогенным славянским коллективом.

## Критика
Фильм подвергся критике националистического марийского сайта  за то, что заменили капитана-марийца, пилота и бортинженера татарского происхождения на славян — русских и украинца.